# Гитченко, Андрей Игоревич
Андре́й И́горевич Ги́тченко (укр. Гітченко Андрій Ігорович; род. 2 октября 1984, Киев) — украинский футболист, защитник.

## Карьера
Воспитанник ДЮСШ киевского «Арсенала». После завершения обучения на протяжении сезона играл за вторую команду «канониров», после чего был переведён в основную команду, однако ни разу в её составе в чемпионате так и не сыграл, проведя в 2005 году 2 матча в Кубке Украины. В январе 2007 года перешёл в клуб Первой лиги ЦСКА (Киев), где провёл полгода. Летом 2007 года стал игроком «Александрии», одного из лидеров дивизиона. В составе александрийцев провёл два сезона, сыграв в 41-м матче чемпионата, после чего покинул команду.
В феврале 2010 года на правах свободного агента перешёл в черниговскую «Десну», за которую играл до конца сезона, проведя 16 матчей. В новом сезоне вернулся в «Александрию», которая стала победителем Первой лиги и вышла в Премьер-лигу. 8 июля 2011 в возрасте 26 лет дебютировал в высшем дивизионе в выездном матче против полтавской «Ворсклы» (1:0). В дебютном сезоне в УПЛ Гитченко сыграл в 24-х матчах чемпионата, в которых забил одни гол. «Александрия» заняла последнее 16-е место и вылетела в Первую лигу.
В июне 2012 года перешёл в киевский «Арсенал», который в том сезоне впервые в своей истории стартовал в еврокубках. 22 июля 2012 года дебютировал в составе команды в киевском дерби против «Динамо», в котором «канониры» проиграли со счетом 0:1.
В начале 2013 года в связи с финансовыми проблемами «Арсенал» вынужден был отпустить большинство высокооплачиваемых футболистов, в том числе и Андрея, который подписал контракт с «Кривбассом». В новой команде был основным защитником, однако уже летом 2013 года «Кривбасс» был снят с соревнований и Гитченко подписал трёхлетний контракт с львовскими «Карпатами». Во Львове выступал на протяжении 3-х сезонов.
В июне 2016 года подписал соглашение с «Александрией». По итогам сезона 2017/18 сайтом Террикон был включён в символическую сборную Премьер-лиги как один из лучших центральных защитников наряду с Ярославом Ракицким. 12 июня 2018 года вернулся в «Десну», которая перешла в УПЛ, подписав контракт сроком на 2 года.

## Достижения
«Александрия»
- Победитель Первой лиги Украины: 2010/11

«Полесье» (Житомир)
- Победитель Первой лиги Украины: 2022/23